# 師範代
師範代（しはんだい）とは芸道分野の指導者であり、師範の次席にある者。またはその流派や道場から門下生を指導教授する者に対して与えられる職位または免許・称号のこと。「師範の代理」の意。
流派や道場にもよるが、師範代の免許を有することではじめて門下生・後進の指導に参画することができるとされる。なお、流派の傘下としての道場を開くことを許されるには師範の免許が必要な場合が多い。